# تيمو آخينباخ
تيمو آخينباخ (بالألمانية: Timo Achenbach)‏ هو لاعب كرة قدم ألماني في مركز الدفاع، ولد في 3 سبتمبر 1982 في فيتن في ألمانيا. شارك مع منتخب ألمانيا تحت 21 سنة لكرة القدم. أما مع النوادي، فقد لعب مع ألمانيا آخن وبوروسيا دورتموند ب وغرويتر فورت ونادي أوردينغن 05 ونادي ساندهاوزن ونادي كولن.

## وصلات خارجية
- تيمو آخينباخ على موقع قاعدة بيانات كرة القدم.إي يو (الإنجليزية)
- تيمو آخينباخ على موقع بيانات كرة القدم. دي إي (الألمانية)
- تيمو آخينباخ على موقع Soccerway.com (الإنجليزية)
- تيمو آخينباخ على موقع عالم كرة القدم.نت (الإنجليزية)